# Castello di Godego
Castello di Godego ist eine norditalienische Gemeinde (comune) in der Provinz Treviso in Venetien. Die Gemeinde liegt etwa 28 Kilometer westnordwestlich von Treviso, etwa 12 Kilometer südöstlich von Bassano del Grappa und grenzt unmittelbar an die Provinz Padua. Durch die Gemeinde und den Ort fließt der Muson.

## Geschichte
Am 28. Mai 972 wird der Ort erstmals urkundlich erwähnt: Otto I. schenkt Abraham, Bischof von Freising, einige Besitztümer zwischen Vicenza und Treviso, so auch um Castello di Godego.
Nach der Herrschaft verschiedener Feudalgeschlechter gelangte die Siedlung 1379 unter die Herrschaft der Republik Venedig, die mit einigen kleinen Unterbrechungen bis zu deren Untergang 1797 Bestand hatte und dem Ort eine friedliche Entwicklung bescherte. In den Jahren der Napoleonischen Besetzung danach gab es Plünderungen und Brandschatzung.
Ab 1815 gehörte Castello di Godego zum neugegründeten Königreich Lombardo-Venetien und stand somit unter österreichischer Herrschaft, am Ende der Befreiungskriege, mit dem Frieden von Wien 1866, fiel Venetien an Italien. Im Ersten Weltkrieg wurde das nördliche Veneto Kriegsgebiet und erlitt bis 1918 erhebliche Zerstörungen. Die Kriegsfolgen und die wirtschaftliche Not führten zu einer verstärkten Emigration in der Zwischenkriegszeit.
Im Zweiten Weltkrieg wurde Oberitalien von den Deutschen besetzt. Auf ihrem Rückzug am Ende des Krieges begingen Teile der 29. Panzergrenadier-Division am 29. April 1945 das Massaker von San Martino di Lupari. Sie nahmen Geiseln, folterten und ermordeten sie und begingen Plünderungen und Zerstörungen, kurz bevor sie in Norditalien vor der britischen 8. Armee kapitulierten. In San Martino di Lupari, 5 km südwestlich von Castello di Godego, wurden 73 Zivilpersonen ermordet.

## Sehenswürdigkeiten
In den Jahren 1820 bis 1842 wurde die Villa Frida neben der älteren Villa Zorzi von der Familie Moresco erbaut. Die Ausstattung umfasst Wandmalerei von Noè Bordignon aus der zweiten Hälfte des Jahrhunderts, der Salon im Obergeschoß enthält bemerkenswerte Jugendstil-Dekoration. Villa Frida wurde 1900 bekannt durch die Hochzeit von Maria Moresco mit Ferruccio Macola im Jahr 1900. Der bürgerlich-liberale Ferruccio Macola, Gründer der Genueser Tageszeitung Il Secolo XIX, später Herausgeber der Gazzetta di Venezia, war befreundet mit dem Sozialisten Felice Cavallotti, den er 1898 im Duell unabsichtlich tötete.

## Verkehr
Die Gemeinde liegt mit einem Bahnhof an der Bahnstrecke Trient–Venedig. Die frühere Strada Statale 245 Castellana (heute: Regionalstraße) von Venedig über Castelfranco Veneto nach Rosà führt durch den Ort.

## Gemeindepartnerschaften
Castello di Godego unterhält eine inneritalienische Partnerschaft mit der Gemeinde Boves in der Provinz Cuneo und eine Partnerschaft mit der französischen Gemeinde Labastide-Saint-Pierre im Département Tarn-et-Garonne.